# 瀬戸内詩情
瀬戸内詩情は、平成元年(1989年)、(旧)中島町町歌として発表された日本の歌。

## 概要
- 作詞:池田充男
- 作曲:浜口庫之助
- 編曲:黒河内和夫

歌は、小川はる子(日本クラウン)。
小川はる子は、1987年にデビューした日本の実力派歌手。1987年にメガロポリス歌謡祭ほかで新人賞を受賞。
主な出演は、NHK総合テレビ『歌謡ステージ』、NHK総合テレビ『あなたの町で夢芝居』、『水戸黄門』、フジテレビ『脳ベルSHOW』(2020年10月放送)など多数。代表曲は『貴婦人』『すすきのラ·ラ·バイ』『雪水仙』(カラオケDAM配信中)など。レパートリーは、歌謡曲、ポップス、バラード、ジャズ、童謡、演歌、ハワイアン、と幅広い。
現在は、ギタリスト大谷友彦とのユニット『ハルモニクス』を結成。レインボータウンFM(東京23区)「イレブンミュージック」『ハルモニクスのZIPANG伝説』にレギュラー出演中。新型コロナウイルス感染症流行下で『無病豊作あまびえ音頭』を話題のTikTokや、インスタグラムなどのSNSで配信し、今週の人気投稿に選ばれるなど話題を呼んでいる。